# Irma à Hollywood
Série
Ma bonne amie Irma
(1949)
Pour plus de détails, voir Fiche technique et Distribution.
Irma à Hollywood (My Friend Irma Goes West) est un film américain réalisé par Hal Walker en 1950.

## Synopsis
Irma (Marie Wilson), son fiancé (John Lund), et sa meilleure amie accompagnent Steve (Dean Martin) à Hollywood avec Seymour (Jerry Lewis) qui pense avoir décroché un contrat. Bien que la douce et naïve Irma et son compagnon aient accumulé un nombre incalculable de gaffes, ils se retrouvent les pieds dans le plat lorsque la star Yvonne se retrouve à Hollywood aussi, ce qui ne plaira pas à Jane (Diana Lynn), la fiancée de Steve. 

## Fiche technique
- Titre original : My Friend Irma Goes West
- Titre français : Irma à Hollywood
- Réalisation : Hal Walker
- Scénario : Cy Howard, Parke Levy et Howard Dimsdale (non crédité) d'après les personnages créés par Cy Howard
- Musique : Leigh Harline
- Création des décors : Henry Bumstead et Hans Dreier
- Costumes : Edith Head
- Directeur de la photographie : Lee Garmes
- Effets spéciaux de maquillage : Wally Westmore
- Effets spéciaux visuels : Gordon Jennings
- Producteur : Hal B. Wallis
- Producteur associé : Cy Howard
- Compagnie de production : Wallis-Hazen
- Compagnie de distribution : Paramount Pictures
- Pays d'origine :  États-Unis
- Langue : Anglais
- Durée : 91 minutes
- Son : Mono (Western Electric Recording)
- Image : Noir et blanc
- Ratio écran : 1.37:1
- Format négatif : 35 mm
- Procédé cinématographique : Sphérique
- Genre : Comédie
- Dates de sortie : 
  -  États-Unis : 26 juin 1950 (Las Vegas, Nevada)

## Distribution
- John Lund : Al
- Marie Wilson : Irma Peterson
- Diana Lynn : Jane Stacey
- Dean Martin : Steve Laird
- Jerry Lewis : Seymour
- Corinne Calvet : Yvonne Yvonne
- Lloyd Corrigan : Sharpie Corrigan
- Don Porter : M. Brent

Acteurs non crédités
- Gregg Palmer : L'interne ambulancier
- Chief Yowlachie : Le chef Hiawatha